# Rebecca James
Pour les articles homonymes, voir James.
Rebecca Angharad James aussi connue comme Becky James, née le 29 novembre 1991 à Bromsgrove, est une coureuse cycliste britannique du Pays de Galles.  Elle est spécialiste des épreuves de vitesse sur piste. Elle est championne du monde de vitesse individuelle et du keirin en 2013 et double médaillée d'argent sur ces mêmes épreuves aux Jeux de Rio 2016. Elle met un terme à sa carrière en 2017.

## Biographie

### Carrière sportive
Rebecca James domine les compétitions de jeunes sur piste en 2006 et 2007. Elle s'adjuge notamment quatre titres de championne de Grande-Bretagne dans les épreuves de vitesse. Depuis qu'elle a été repérée par le « Welsh Talent Team », elle fait partie du programme olympique pour les pistards britanniques.
En juillet 2009, elle décroche trois médailles, dont deux titres aux championnats d'Europe juniors de Minsk. En août, elle poursuit sur sa lancée et remporte également deux titres et une médaille d'argent aux championnats du monde juniors de Moscou. Elle devient ainsi championne du monde juniors de vitesse individuelle et du keirin. Elle est seulement devancée par la chinoise Zhong Tianshi lors du 500 mètres contre-la-montre.
L'année 2010 lui voit quitter les rangs juniors. Elle est sélectionnée en mars pour disputer les championnats du monde de cyclisme élites. Elle termine 17e du 500 mètres et elle est éliminée en 1/16e de finales du tournoi de vitesse par Clara Sanchez.

Elle participe ensuite à ses premiers championnats d'Europe espoirs où elle remporte trois médailles (1 en or, 2 en argent), dont le titre en vitesse individuelle face à la Française Virginie Cueff. En octobre, elle devient championne de Grande-Bretagne de vitesse par équipes avec Jessica Varnish. Elle prend part aux Jeux du Commonwealth sous les couleurs du pays de Galles. Elle remporte une médaille d'argent en vitesse et une de bronze lors du 500 mètres contre-la-montre.
Lors de championnats du monde sur piste 2013, elle remporte quatre médailles, dont deux titres en vitesse et en keirin.
Elle participe à la domination des pistards britanniques lors des Jeux de Rio 2016 où elle remporte deux médailles d'argent en vitesse et en keirin. Après ces Jeux, elle est éloignée des compétitions en raison de blessures récurrentes.
En août 2017, elle annonce mettre un terme à sa carrière pour « profiter de la vie » et se tourner dans le domaine de la pâtisserie.

### Vie personnelle
Rebecca James épouse en juin 2019 le joueur international gallois de rugby à XV George North. Le couple annonce la naissance de son premier enfant le 5 mai 2020.

## Palmarès

### Jeux olympiques
- Rio 2016
  -  Médaillée d'argent de la vitesse individuelle
  -  Médaillée d'argent du keirin

### Championnats du monde
- Apeldoorn 2011
  - 7e du 500 mètres
- Minsk 2013
  -  Championne du monde de vitesse individuelle
  -  Championne du monde de keirin
  -  Médaillée de bronze de la vitesse par équipes (avec Victoria Williamson)
  -  Médaillée de bronze du 500 mètres
- Cali 2014
  -  Médaillée de bronze du keirin
  -  Médaillée de bronze de la vitesse par équipes
  - 5e de la vitesse individuelle
  - 7e du 500 mètres
- Londres 2016
  -  Médaillée de bronze du keirin

### Championnats du monde juniors
- Moscou 2009
  -  Championne du monde de vitesse juniors
  -  Championne du monde du keirin juniors
  -  Médaillé d'argent du 500 mètres juniors

### Coupe du monde
- 2010-2011
  - 3e du keirin à Pékin
- 2012-2013
  - 1re de la vitesse par équipes à Cali (avec Jessica Varnish)
  - 1re de la vitesse par équipes à Glasgow (avec Jessica Varnish)
  - 2e de la vitesse individuelle à Cali
  - 3e de la vitesse individuelle à Glasgow
- 2013-2014
  - 2e de la vitesse par équipes à Manchester
  - 2e de la vitesse par équipes à Aguascalientes
  - 2e du keirin à Manchester
  - 3e du keirin à Aguascalientes
  - 3e de la vitesse à Manchester

### Jeux du Commonwealth
- New Delhi 2010
  -  Médaillée d'argent de la vitesse
  -  Médaillée de bronze du 500 mètres

### Championnats d'Europe
| Juniors et espoirs - Minsk 2009 - Championne d'Europe du 500 mètres juniors - Championne d'Europe de vitesse juniors - Médaillée d'argent du keirin juniors - Saint-Pétersbourg 2010 - Championne d'Europe de vitesse espoirs - Médaillée d'argent du 500 mètres espoirs - Médaillée d'argent de la vitesse par équipes espoirs - Anadia 2011 - Championne d'Europe de vitesse par équipes espoirs (avec Jessica Varnish) - Médaillée d'argent du 500 mètres espoirs - Anadia 2012 - Médaillée d'argent de la vitesse par équipes espoirs - Médaillée de bronze de la vitesse espoirs - Médaillée de bronze du keirin espoirs - Anadia 2013 - Médaillée de bronze de la vitesse par équipes espoirs | Élites - Apeldoorn 2013 - Médaillée de bronze de la vitesse par équipes |

### Championnats de Grande-Bretagne
- Cadettes
  - Championne de Grande-Bretagne du 500 mètres cadettes : 2006 et 2007
  - Championne de Grande-Bretagne de la vitesse cadettes : 2007
  - Championne de Grande-Bretagne du scratch cadettes : 2007
- Juniors
  - Championne de Grande-Bretagne du 500 mètres juniors : 2007
- Élites
  - Championne de Grande-Bretagne de vitesse par équipes : 2010 (avec Jessica Varnish) et 2012 (avec Rachel James)
  - Championne de Grande-Bretagne du keirin : 2011 et 2012
  - Championne de Grande-Bretagne de la vitesse : 2011 et 2012
  - Championne de Grande-Bretagne du 500 mètres : 2012